# Университет Халеба
Университет Халеба — университет в сирийском городе Халеб.

## История
Он был основан в 1958 году объединением строительного факультета Университета Дамаска и созданного аграрного факультета. Первым ректором университета в 1960 году стал Тауфик аль-Мунджид. С декабря 2024 должность президента занимает Мохаммед Усама Радон.

### Структура
Университет состоит из колледжей и институтов.

#### Колледжи
- Инженерный колледж[3]:
  - Факультет электротехники и электронной инженерии
  - Факультет машиностроения
  - Факультет сельскохозяйственного машиностроения
  - Инженерный факультет информатики
  - Инженерно-архитектурный факультет
  - Инженерно-технический факультет
  - Факультет гражданского строительства
- Медицинский колледж[4]:
  - Факультет сестринского дела
  - Медицинский факультет
  - Стоматологический факультет
  - Фармацевтический факультет
- Колледж естественных наук[5]:
  - Факультет естественных наук
  - Факультет экономики
  - Факультет прикладных наук
  - Факультет прикладного изобразительного искусства
- Гуманитарный колледж[6]:
  - Юридический факультет
  - Педагогический факультет
  - Высший институт языков
  - Факультет искусств и гуманитарных наук
  - Институт истории арабской науки
  - Факультет шариата

#### Институты
- Медицинские институты[7]:
  - Технический медицинский институт
  - Технический институт стоматологии
- Институты прикладных технологий[8]:
  - Технический институт сельского хозяйства
  - Технический институт маркетинга и делового администрирования
  - Технический институт банковского дела и финансовых наук
- Инженерные институты[9]:
  - Технический институт вычислительной техники
  - Технический институт машиностроения и электротехники
  - Инженерно-технический институт.

Следующие факультеты также реализуют программы открытого образования: юридический, педагогический, экономический факультеты и факультет искусств и гуманитарных наук.

### В период гражданской войны
15 января 2013 года, в ходе гражданской войны университет подвергся ракетным обстрелам, в результате которого погибло 82 человека, а около 160 получили ранения. В произошедшем обе стороны конфликта обвинили друг друга.
После окончания в 2016 году боёв в Алеппо, университет оставался под контролем правительственных сил.
В 2024 году, в ходе наступления сил сирийской оппозиции на юг страны, начались бои в Алеппо, в результате которого университет снова пострадал. Так 1 декабря 2024 года, поддерживаемые правительство Башара Асада, ВВС России нанесли авиаудары по Университетской больнице Халеба, в результате которых погибли 12 человек; среди пострадавших оказалось два журналиста.